# Рікі Нельсон
Рікі Нельсон (англ. Ricky Nelson; повне ім'я — Ерік Гілльярд Нельсон англ. Eric Hilliard Nelson; 8 травня 1940 — 31 грудня 1985) — американський актор, співак та музикант, який здобув популярність як виконавець рок-н-ролу і кумир підлітків 1950-х років.

## Біографія
Рікі Нельсон народився в лікарні Holy Name Hospital в місті Тінек, Нью-Джерсі, в сім'ї керівника біг-бенду Оззі Нельсона (Oswald George Nelson) і його дружини, співачки, яка також виступала з оркестрами, Гарріет Гільярд Нельсон (урожд. Пеггі Луїза Снайдер). Професійну кар'єру Рікі почав у восьмирічному віці, коли разом з Оззі, Гарріет і старшим братом Девідом брав участь у комедійному радіо- і телесеріалі «Пригоди Оззі і Гарріет» (англ. «The Adventures of Ozzie and Harriet»).
Загинув 31 грудня 1985 року внаслідок авіакатастрофи приватного літака менш як за дві милі від посадкової смуги на північному сході від Далласа, в Де-Кальбе, штат Техас. Разом з ним загинула його наречена Хелен Блейр, а також басист Патрік Вудворд, барабанщик Рік Інтвелд, клавішник Енді Чапін, гітарист Боббі Ніл і звукорежисер Дональд Кларк Рассел. Пілоти Кен Фергюсон і Бред Ранк змогли врятуватися, встигнувши вибратися через вікна до того, як згорів літак, що впав.

## Визнання
Нельсон був (згідно з Allmusic) у пісенній творчості м'якшим і мелодійнішим, ніж Елвіс Преслі, Джин Вінсент або Карл Перкінс, і не мав видатних вокальних здібностей, однак «…протягом перших п'яти років кар'єри проявив рідкісну послідовність у створенні приємного на слух поп-рокабіллі», а також «відіграв у чомусь недооцінену, але найважливішу роль як виконавець, який більше інших сприяв проникненню рок-н-ролу в американський мейнстрім».
Нельсон був першим виконавцем, який очолив Billboard Hot 100. У цілому в 1957—1973 роках 53 його сингли входили в американський хіт-парад, 19 з них піднімалися в першу десятку. У січні 1987 року, через два роки після загибелі в авіакатастрофі, був включений до Зали слави рок-н-ролу.

## Особисте життя

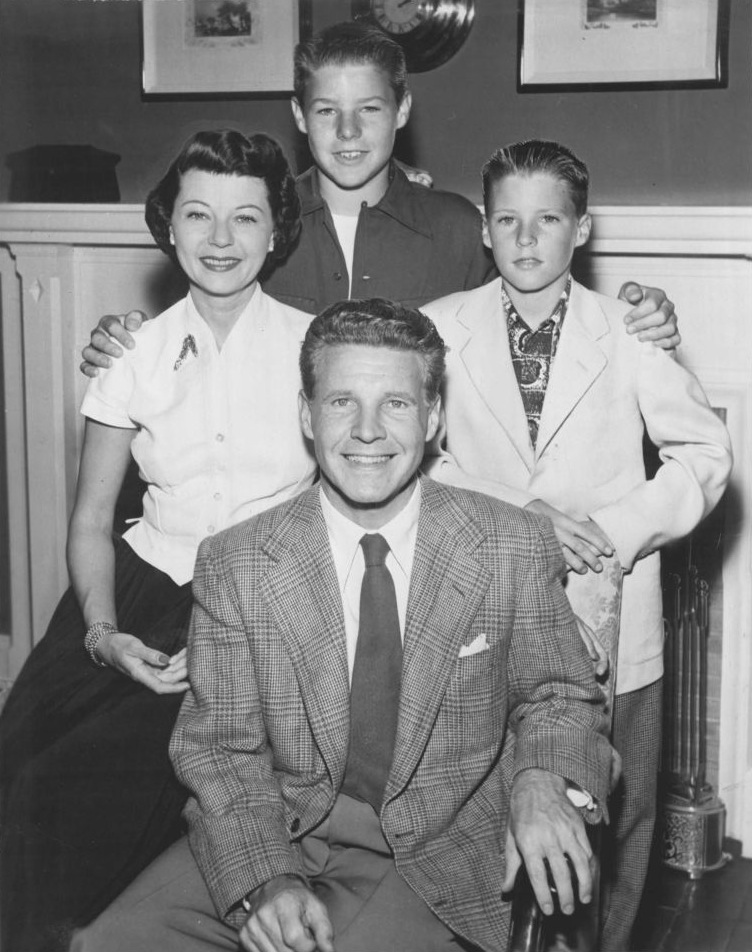
Сімейство Нельсонів у 1952 році.

20 квітня 1963 року Рікі Нельсон одружився з художницею і акторкою Шарон Крістін Хармон; вони розлучилися в грудні 1982 року. У цьому шлюбі народилися четверо дітей: Трейсі, яка стала актрисою, брати-близнюки Гуннар Ерік і Метью Грей, обидва стали музикантами, а також Сем Гільярд.

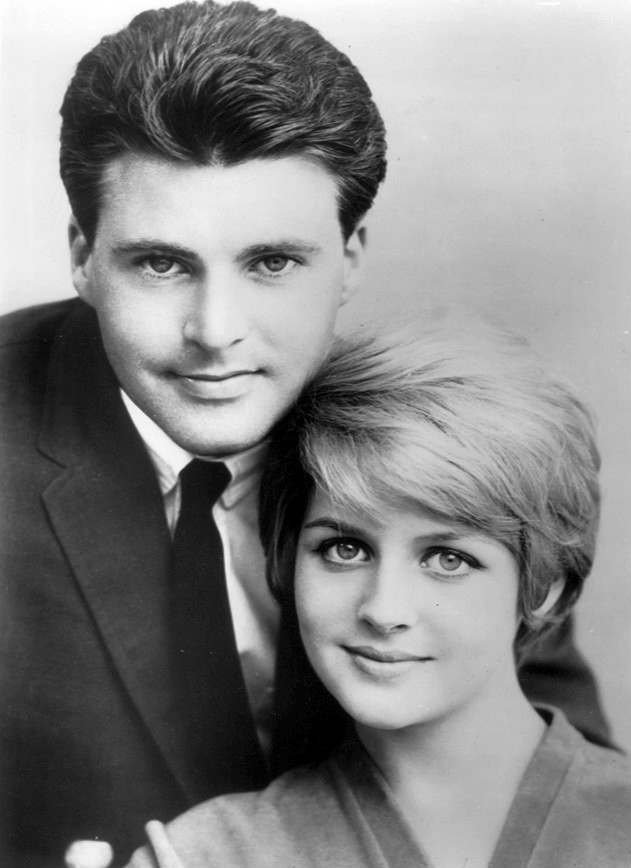
Рікі і Крістін Нельсон в 1964 році

14 лютого 1981 року в Джорджеанни Кру народився син Ерік Кру, батьком якого був (як з'ясувалося в 1985 році на основі генетичної експертизи) Рікі Нельсон.
На момент своєї загибелі Рікі Нельсон був заручений з Хелен Блейр (Helen Blair).
Був близьким другом Джона Леннона і Йоко Оно.

## Дискографія

### Альбоми (вибране)
- 1957 — Ricky (Hallmark Recordings)
- 1959 — Songs by Ricky (Magic Records)
- 1959 — Ricky Sings Again (Liberty Records)
- 1960 — More Songs by Ricky (Imperial Records)
- 1961 — Rick Is 21 (Magic Records)
- 1962 — Album Seven by Rick (Imperial Records)
- 1963 — Rick Nelson Sings For You (MCA Records)
- 1964 — The Very Thought of You (Decca Records)
- 1964 — Spotlight on Rick (Decca Records)
- 1965 — Best Always (Decca)
- 1965 — Love and Kisses (Decca)
- 1966 — Bright Lights & Country Music (Decca)
- 1967 — Another Side of Rick (Decca)
- 1969 — Perspective (Decca)
- 1972 — Garden Party (Universal/Special Products)
- 1977 — Intakes (Epic Records)
- 1981 — Playing to Win (Capitol Records)
- 1986 — Live, 1983—1985 (Rhino Records)[8]

## Сингли
| Рік  | Пісня |
| ---- | --- |
| 1957 | - «A Teenager's Romance» - «I'm Walkin» - «You're My One and Only One» - «Have I Told You Lately That I Love You» - «Be-Bop Baby» |
| 1958 | - «Stood up» - «Waitin’ In School» - «My Bucket's Got A Hole In It» - «Believe What You Say» - «Poor Little Fool» - «Someday» - «Lonesome Town» |
| 1959 | - «It's Late» - «Never Be Anyone Else But You» - «Just A Little Too Much» - «Sweeter Than You» - «I Wanna Be Loved» - «Mighty Good» |
| 1960 | - «Young Emotions» - «Right By My Side» - «I'm Not Afraid» - «Yes Sir, That's My Baby» - «You Are Rhe Only One» - «Milk Cow Blues» |
| 1961 | - «Travelin’ Man» - «Hello Mary Lou» - «A Wonder Like You» - «Everlovin» |
| 1962 | - «Young World» - «Summertime» - «Today's Teardrops» - «Mad, Mad World» - «Ten Age Idol» - «I've Got My eyes On You» (And I Like What I See)" - «It's Up To You» - «I Need You» |
| 1963 | - «I'm in Love Again» - «That's All» - « You Don't Love Me Anymore (And I Can Tell)» - «I Got A Woman» - «If You Can't Rock Me» - «Old Enough to Love» - «A Long Vacation» - «Gypsy Woman» - «String Along» - «There's Not a Minute» - «Fools Rush In» - «Down Home» - «Today's Teardrops» - «For You» |
| 1964 | - «Congratulations» - «The Very Thought of You» - «I Wonder (If Your Love Will Ever Belong to Me» - «Lucky Star» - «There's Nothing I Can Say» - «Lonely Corner» - «A Happy Guy» - «Don't Breathe a Word»                                                                                              |
| 1965 | - «Mean Old World» - «Come Out Dancing» - «Love and Kisses» |
| 1966 | - «Fire Breatin’ Dragon» - «You Just Can't Quit» - «Things You Gave Me» |
| 1967 | - «They Don't Give Medals (To Yesterday's Heroes)» - «Take a City Bridge» |
| 1968 | - «Suzanne on a Sunday Morning» - «Dream Weaver» |
| 1969 | - «Don't Blame it on Your Wife» - «Don't Make Promises» - «She Belongs to Me» |
| 1970 | - «Easy To Be Free» - «I Shall Be Released» - «We Got Such A Long Way To Go» |
| 1971 | - «How Long» - «Life» |
| 1972 | - «Thank You Lord» - «Gypsy Pilot» - «Garden Party» |
| 1973 | - «Palace Guard» - «Lifestream» - «Evil Woman Child» |
| 1974 | - «Windfall» - «One Night Stand» - «Try (Try to Fall in Love») - «Rock and Roll Lady» |
| 1977 | - «You Can't Dance» |
| 1978 | - «Gimme a Little Sign» |
| 1979 | - «Dream Lover» - «It Hasn't Happened Yet» - «Believe What You Say» - «Give ’em My Number» - «You Know What I Mean» |

## Фільмографія

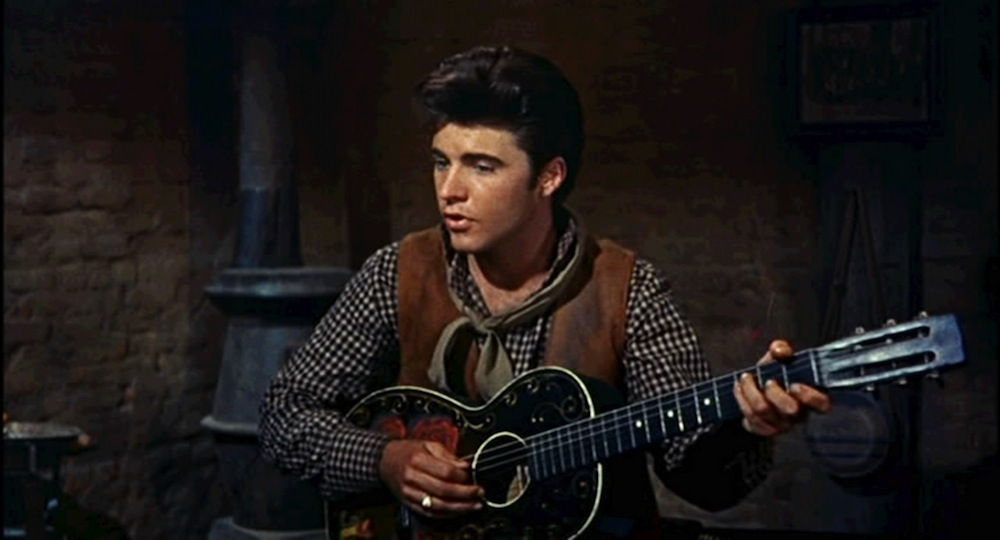
Рікі Нельсон у фільмі Ріо Браво. 1959 рік.

- 1952 — А ось і Нельсони
- 1953 — Три історії кохання
- 1959 — Ріо Браво[9]